# 常願寺川公園
常願寺川公園（じょうがんじがわこうえん）は、富山県中新川郡立山町利田および、富山市水橋開発にある公園である。公園センター（事務所）は立山町側にある。

## 概要
1974年（昭和49年）8月20日、富山市が常願寺川右岸の大日橋と常盤橋の間の河川敷（建設省（現・国土交通省）の砂利置場）約2.5㎞を大規模なスポーツ・レクリエーション施設として活用する計画を立てる。その後、1975年（昭和50年）11月18日に都市計画（13ha）が決定し、1977年（昭和52年）度より事業着手し、1988年（昭和63年）度まで整備事業を進めてきた。完成は1984年（昭和59年）10月6日である。総事業費は6億6,000万円。1988年（昭和63年）9月30日には公園の完成式が挙行された。
ソメイヨシノとサトザクラの500本の桜、イチョウやケヤキなどの紅葉の名所としても知られている。
敷地内には富立大橋が横断している。

## 主な施設
- 野球ひろば
- テニスコート（1986年10月4日竣工[6]）
- サッカーひろば
- ラグビーひろば
- スポーツハウス（1998年9月30日完成、鉄筋コンクリート2階建て[1]）
- 芝生スポーツひろば
- 花の木ひろば
- バーベキューひろば
- ピクニックひろば
- わんぱくひろば（大型遊具を完備[4]）
- グミの木ひろば
- 馬場（1.7ha、開園当時県内では珍しかった[4]）

## 関連リンク
- 常願寺川公園（富山県）